# Estatueta de Tuxtla

Vista frontal de l'estatueta de Tuxtla. La data en compte llarg equival a març del 162 (8.6.2.4.17), al llarg del front de l'estatueta

L'Estatueta de Tuxtla és una petita figura de pedra verda, arredonida, d'uns 16 cm; representa un ésser humà ajupit, amb forma de bala, i un bec i ales semblants als d'un ànec. La majoria dels investigadores creu que l'estatueta representa un xaman amb una màscara i mantell d'ocell. Té gravats 75 glifs en escriptura epi-olmeca, un dels pocs exemplars coneguts d'aquest antic sistema d'escriptura mesoamericà.
La faç humana tallada en la pedra no té res d'excepcional tret del llarg bec que s'estén al llarg del pit. Aquest bec s'ha identificat com de martinet cullerot, una au abundant al llarg de la costa del golf de Mèxic de Tabasco i Veracruz. El cos es troba embolicat amb les ales esteses o una capa semblant l'ales i en la base s'han gravat els peus.
L'estatueta de Tuxtla és en especial notable perquè els glifs contenen la data de compte llarg equivalent al març del 162, que al 1902 era la data més antiga en compte llarg que es coneixia. Elaborada al segle darrer de la cultura epi-olmeca, prové de la mateixa zona i període de l'estela 1 de La Mojarra i es pot referir als mateixos fets o persones. També hi ha semblances entre l'estatueta de Tuxtla i el Monument 5 de Cerro de las Mesas, un cingle tallat per representar una figura mig nua amb una màscara bucal d'aspecte semblant a un bec d'ànec.
L'estatueta de Tuxtla la trobà al 1902 un llaurador que treballava al camp als estreps occidentals de la Serra de Tuxtlas, a l'estat mexicà de Veracruz. Fou adquirida per la Smithsonian Institution poc de temps després, i suposadament duta de manera clandestina a Nova York en un carregament de fulla de tabac. Llavors, alguns estudiosos dels maies, incloent-hi Sylvanus Morley, no creien que l'estatueta fos anterior a la civilització maia i suggeriren que la data i el text serien molt posteriors a l'any 162. Però, alguns descobriments posteriors, com l'estela 1 de La Mojarra i l'estela C de Tres Zapotes, van confirmar l'antiguitat de l'estatueta.
L'estatueta de Tuxtla es troba actualment en Dumbarton Oaks, Washington D.C.